# Försöksdjurens dag
Försöksdjurens dag, World Day for Laboratory Animals, blev en temadag för försöksdjur 24 april 1979. Sedan tidigare fanns Djurens dag den 4 oktober till minne av den helige Franciskus av Assisi och hans födelsedag.
Bakgrunden till att försöksdjurens dag tillkom som en ny temadag, var att djurförsöksfrågan fick stor uppmärksamhet under 1970-talet. De gamla organisationerna som jobbade mot djurförsök fick ny kraft och helt nya organisationer bildades. Ethel Thurston som var ledamot i styrelsen för IAAPEA, var den som tog initiativ till försöksdjurens dag.
Vid ett möte i Köpenhamn 1978 beslutade styrelsen att försöksdjurens lidande skulle uppmärksammas på en speciell dag. Att det blev just den 24 april berodde dels på att det skulle vara en dag på våren, eftersom Djurens dag var på hösten, dels att den 24 april var Lord Dowdings födelsedag. Han gjorde sig känd för sin kritik mot djurförsök. I 27 av de 34 tal han höll i det brittiska överhuset tog han upp djurskydd och då särskilt djurförsök. Hans hustru, Lady Dowding, grundade Beauty Without Cruelty (BWC) och lanserade det första icke-djurtestade kosmetikamärket i världen under 1960-talet.